# 肺動脈楔入圧

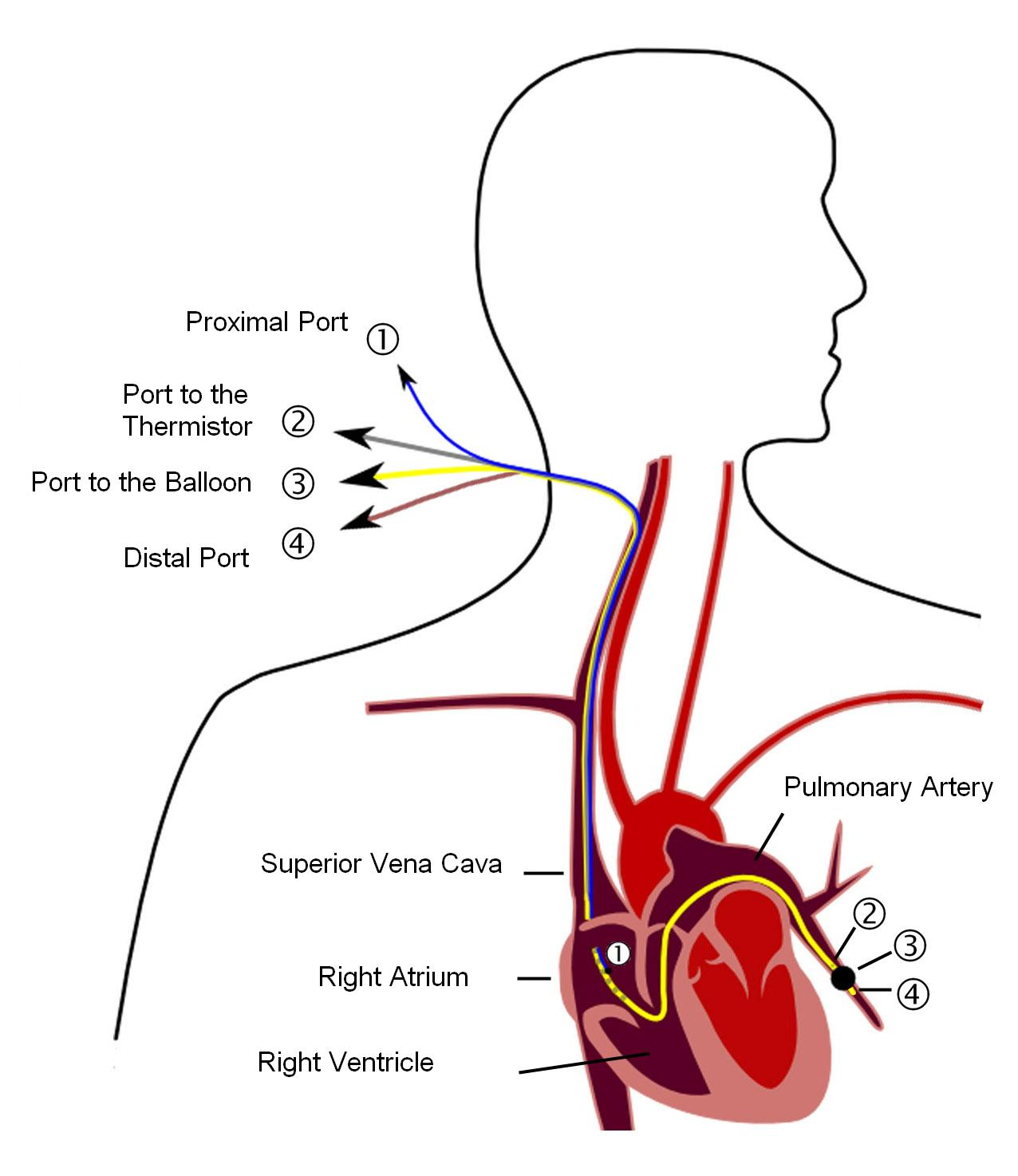
肺動脈カテーテルの模式図

肺動脈楔入圧(はいどうみゃくせつにゅうあつ　英: pulmonary arterial wedge pressure (PAWP))は肺毛細血管楔入圧（英: pulmonary capillary wedge pressure: PCWP）とも呼ばれ、肺動脈分枝に、先端にバルーンを付けた肺動脈カテーテルを楔入、すなわち膨張したバルーンでその血管を閉塞して、バルーン先端で測定される圧力のことである。左房圧を推定できる。
肺静脈楔入圧（PVWP）は上記と同義ではない。PVWPは、信頼性は低いものの、肺動脈圧と相関があることを示した研究がある。
生理学的には、肺動脈圧、肺動脈楔入圧、肺静脈圧、左房圧に区別されるが、臨床ではこれらすべてを測定することはできない。
PAWPの非侵襲的な推定技術も提案されている。

## 臨床的意義
| 部位                     | 部位                     | 正常 範囲 単位 (mmHg) |
| ------------------------ | ------------------------ | --------------------- |
| 中心静脈圧               | 中心静脈圧               | 3–8                   |
| 右室圧                   | 収縮期                   | 15–30                 |
| 右室圧                   | 拡張期                   | 3–8                   |
| 肺動脈圧                 | 収縮期                   | 15–30                 |
| 肺動脈圧                 | 拡張期                   | 4–12                  |
| 肺静脈/ 肺毛細血管楔入圧 | 肺静脈/ 肺毛細血管楔入圧 | 2–15                  |
| 左室圧                   | 収縮期                   | 100–140               |
| 左室圧                   | 拡張期                   | 3–12                  |

肺循環のコンプライアンスは大きいため、PAWPは左心房圧の間接的な指標となる。
例えば、急性肺水腫の原因を判断するためのゴールドスタンダードと考えられており、PAWPが20mmHgを超えると肺水腫が発生する可能性が高い。また、肺動脈楔入圧の上昇は左心不全を強く示唆することから、左心不全や僧帽弁狭窄症の重症度を診断するためにも使用されている。
従来、PAWPが正常な肺水腫は、急性呼吸窮迫症候群（ARDS）または非心原性肺水腫（オピオイド中毒など）の診断を示唆すると信じられていた。しかし、（前方への血流の勾配を促進するために）バルーンを収縮させると毛細血管の静水圧は楔入圧を上回るため、楔入圧が正常でも静水圧性肺水腫とARDSを決定的に区別できないとされる。
生理的な値：6-12mmHg